# Elena Mousikou
Elena Mousikou, född 7 november 1988, är en cypriotiska bågskytt. Hon deltog vid olympiska sommarspelen 2008.